# Orgue de Manuel Perez Molero
L'orgue de Manuel Pérez Molero és un orgue procedent del convent de monges clarisses de Santa María de Jesús (Àvila), construït en 1719.

## Característiques
Ha estat actiu entre els segles XVII i XVIII. El moble és de fusta estucada i jastpiada que imita diferents marbres de colors, la façana té una decoració d'estilitzacions vegetals daurades, té un escut heràldic emmarcat amb motius de rocalla daurats i a la caixa de l'orgue es pot veure, a la tapa del secret, l'escut heràldic de la fundadora del convent, Maria Dávila, a la part central.
La façana presenta diversos jocs de tubs metàl·lics i el teclat està format per quaranta-cinc tecles, duu una inscripció a l'interior amb la firma del constructor, l'orguener Pérez Molero, i l'any de fabricació.

## Història
L'orgue procedeix del convent de monges clarisses de Santa María de Jesús (vulgo Gordillas), de la ciutat d'Àvila. En el llibre de comptes de 1716-1763, fol. 61, apareix la compra en els comptes de 1719-1722: "Los 4600 reales coste de cañuteria y caxa pagados a D. Manuel Perez Molero como consta de su recivo en 3 de Mayo de 1722. Y los 150 rs. restantes, coste de traer dicho organo y caxa desde Segovia."
Els escuts a la caixa són de la fundadora del convent, Da. María Dávila, i els seus dos marits Hernán Núñez de Arnalte i Fernando de Acuña.
És un orgue que s'ha utilitzat en diversos cicles de: La música al museu, al Museu de la Música de Barcelona.

Tenim una virtualització d'aquest orgue duta a terme per en Pere Casulleras.